# USS George Washington Carver (SSBN-656)
USS George Washington Carver (SSBN-656) – amerykański okręt podwodny o napędzie atomowym z okresu zimnej wojny typu Benjamin Franklin, przenoszący pociski SLBM. Wszedł do służby w 1966 roku. Okręt nazwano imieniem botanika i agronoma Georga Washingtona Carvera. Wycofany ze służby w 1993 roku.

## Historia
Kontrakt na budowę okrętu został przydzielony stoczni Newport News Shipbuilding w Newport News 29 lipca 1963 roku. Rozpoczęcie budowy okrętu nastąpiło 24 sierpnia 1964 roku. Wodowanie miało miejsce 14 sierpnia 1965 roku, wejście do służby 15 czerwca 1966 roku. Po wejściu do służby pierwszy patrol rozpoczął 12 grudnia 1966 roku. Bazując w szkockiej bazie Holy Loch, okręt do 1991 roku wykonał 73 patrole na wodach Atlantyku.
W 1972 roku na „George Washington Carver” wymieniono pociski Polaris na Poseidon. Okręt został wycofany ze służby 18 marca 1993 roku, a następnie złomowany w 1994 roku.